# Minettia nigriventris
Minettia nigriventris är en tvåvingeart som först beskrevs av Leander Czerny 1932.  Minettia nigriventris ingår i släktet Minettia och familjen lövflugor. Inga underarter finns listade i Catalogue of Life.